# Boris Kudlička
Boris F. Kudlička (ur. 5 grudnia 1972 w Rużomberku) – słowacki scenograf, architekt, projektant.

## Życiorys
Absolwent scenografii w Katedrze Projektowania Scenografii i Kostiumu na Wydziale Teatralnym Akademii Sztuk Pięknych w Bratysławie oraz Akademii Sztuk Pięknych w Groningen. Od 1995 roku związany z Teatrem Wielkim – Operą Narodową w Warszawie. Najpierw jako współpracownik i asystent Andrzeja Kreütz-Majewskiego, później  jako naczelny scenograf. To wtedy rozpoczął się proces kształtowania się wyrazistego stylu Kudlički, charakteryzujący się minimalistyczną kompozycją, sięganiem po nieoczywiste materiały w przestrzeni teatralnej czy też środki wyrazu przynależne innym dziedzinom, jak plastyka, film, sztuki wizualne, design, co powoduje, że jego realizacje są nieoczywiste, oparte na kontrastach i pozostawiają widzowi duże pole do interpretacji.
Od 1 września 2025 r. Dyrektor Teatru Wielkiego – Opery Narodowej w Warszawie.

## Scenografia
Od 1996 roku samodzielnie tworzy scenografie przede wszystkim do spektakli operowych. Rozpoczęta w 1999 roku współpraca z Mariuszem Trelińskim zaowocowała realizacją kilkunastu tytułów operowych: Madame Butterfly, Król Roger, Otello, Don Giovanni, Oniegin, Dama pikowa, Andrea Chénier, La Bohème, Orfeusz i Eurydyka, Borys Godunow, Jolanta, Zamek Sinobrodego, Aleko, Traviata, Turandot, Latający Holender, Salome, Powder Her Face, Tristan i Izolda, Umarłe miasto, Ognisty Anioł, Halka. Z powodzeniem współpracuje z czołowymi teatrami operowymi i festiwalami na świecie, m.in. z Metropolitan Opera w Nowym Jorku, Royal Opera House w Londynie, Staatsoper w Berlinie, festiwalem Aix-en-Provence, Théatre Royal de la Monnaie w Brukseli, Washington Opera, Los Angeles Opera, Welsh National Opera w Cardiff, Tokyo Bunka Kaikan, Opera du Rhin w Strasbourgu, Semperoper w Dreźnie, San Francisco Opera, Oper Frankfurt, Operach Królewskich w Sztokholmie i Kopenhadze, Teatrem Maryjskim w Sankt Petersburgu, Festspielhaus w Baden-Baden, Teatrze Narodowym w Pradze i innych. Do realizacji swoich projektów operowych zapraszają go światowej sławy reżyserzy.
Spektaklem Śmierć w Wenecji rozpoczęła się jego współpraca z Keithem Warnerem, której efektem były produkcje: Króla Leara Ariberta Reimanna i Burzy Thomasa Adésa (Frankfurt), Simona Boccanegry Verdiego (Strasburg), Wesela Figara Mozarta, Diabłów z Loudun Krzysztofa Pendereckiego (Teatr Wielki – Opera Narodowa w Warszawie) oraz Otello (Royal Opera House w Londynie).
Dla japońskiego reżysera teatralnego Amona Miyamoto zaprojektował scenografię m.in. do Złotej pagody Mishimy (Kanagawa Arts Center w Jokohamie i Lincoln Festival w Nowym Jorku), a także Czarodziejski flet Mozarta (Landestheater w Linzu oraz Tokyo Bunka Kaikan) oraz Kinkakuji Mayuzumi (Opéra National du Rhin oraz Tokyo Bunka Kaikan) oraz  oraz Kinkakuji Mayuzumi (Opéra National du Rhin oraz Tokyo Bunka Kaikan) i Madame Butterfly Pucciniego z kostjumami Kenzo w San Francisco Opera, Semper Oper Dreznie oraz Bunka Kaikan Hall w Tokyo.
Z Dalem Duisingiem współpracował przy realizacjach Podróży do Reims Rossiniego, Gwałtu na Lukrecji Brittena i Opowieści Hoffmanna Offenbacha (Frankfurt Oper), Medei Cherubiniego i Pasji św. Jana (Nederlandse Reisopera) oraz Jasia i Małgosi Humperdincka (Staatsteater Bern) i L’étoile Chabriera (Staatsoper Berlin). 
Na zaproszenie słowackiej reżyserki Slavy Daubnerovej przygotował scenografie do oper Lolita Szczedrina w Pradze i Petersburgu, Salome w Straussa (Staatsteater Karlsruhe) oraz Melancholia Karlssona (Królewska Opera w Sztokholmie).

## Architektura / design
Zainteresowania zawodowe Borisa Kudlički nie ograniczają się tylko do opery. Od 2009 do 2018 roku wraz z Marcinem Mostafą i Natalią Paszkowską prowadził pracownię architektoniczną WWAA. Współprojektował m.in. ekspozycje polskich pawilonów na Expo w Hanowerze w 2000 roku i Expo w Szanghaju w 2010. Obecnie pracuje nad wystawą stałą w Muzeum Historii Polski, realizację której konsorcjum WWAA / Platige Image wygrało w międzynarodowym konkursie przeprowadzonym przez Muzeum. Odpowiadał m.in. za projekt trybuny dla Emira Kataru zrealizowanego w Dosze w 2015 roku i projekty wnętrz dla katarskiej telewizji Al Rayyan.
W 2018 roku wraz z partnerami Weroniką Libiszowską i Rafałem Otlogiem założył pracownię Boris Kudlička with Partners która zajmuje się projektowaniem wnętrz, rezydencji i luksusowych komercyjnych obiektów użytku publicznego. Projektował między innymi wnętrza hotelu Raffles Hotel Europejski w Warszawie, restaurację Belvedere w Łazienkach Królewskich w Warszawie, restaurację Epoka w Warszawie, restaurację Dock19 w Warszawie, prywatne rezydencje w Katarze, Centrum SPA dla klubu Al Sadd w Doha, nowoczesne studio pilatesu Sense Studio w Warszawie  oraz family office w Zurychu. Jest również odpowiedzialny za rewitalizację pałacu Małachowskich w Nałęczowie oraz zabytkowego zespołu pałacowo-parkowego w Oborach.
W 2018 Hotel Europejski został umieszczony na liście „World’s Greatest Places 2018” przygotowanej przez amerykański magazyn TIME. W 2020 restauracja Epoka była nominowana do międzynarodowej nagrody Restaurant & Bar Design Awards w kategorii „Colour” oraz zdobyła nagrodę magazynu Warsaw Insider w kategorii „Design”.
Ważne miejsce w jego twórczości zajmuje działalność wystawiennicza i projektowa. Wraz z zespołem WWAA projektował ekspozycję stałą w Domu urodzenia Fryderyka Chopina w Żelazowej Woli. W Muzeum Narodowym w Warszawie zaprojektował dwie ekspozycje: Guercino. Triumf baroku. Arcydzieła z Cento, Rzymu i kolekcji polskich oraz Brescia. Renesans na północy Włoch. Moretto-Savoldo-Moroni. Rafael-Tycjan-Lotto. Ponadto zaprojektował monumentalną wystawę Wiek teatralny na Zamku w Bratysławie, współpracował z fundacja rodziny Starak przy projekcie wystawy malarstwa R. Winiarskiego oraz A. Wróblewskiego na Biennale w Wenecji w 2017 i 2024 roku oraz przygotował kuratorski koncept i projekt wystawy Space and Time we współpracy z OmenaArt Foundation w Rabat na Malcie.

## Odznaczenia
- Brązowy Medal „Zasłużony Kulturze Gloria Artis” (2005)[26]
- Srebrny Medal „Zasłużony Kulturze Gloria Artis” (2015)[26]
- Złoty Medal „Zasłużony Kulturze Gloria Artis” (2025)[26][27]

## Nagrody i wyróżnienia
- Nagroda im. Cypriana Kamila Norwida za scenografię do Don Giovanniego Wolfganga Amadeusza Mozarta w Operze Narodowej w Warszawie (2003)
- Nagroda programu telewizyjnego „Pegaz” w dziedzinie teatru za scenografię do oper Eugeniusz Oniegin Piotra Czajkowskiego i Don Giovanni Wolfganga Amadeusza Mozarta w Operze Narodowej w Warszawie (2003)
- Nagroda Instytutu Teatralnego w Ogólnopolskim Konkursie na Teatralną Inscenizację Dawnych Dzieł Literatury Europejskiej za scenografię do przedstawienia Ryszard II w Teatrze Narodowym (2005)
- słowacka nagroda teatralna Dosky (2004 i 2008)
- Złoty Medal na Praskim Quadriennale (2007 i 2015)[28]
- Nagroda Fundacji Tatra Banka za spektakl Orfeus a Eurydika (2009)
- Srebrny Medal (wspólnie z zespołem WWAA architekci) za projekt polskiego pawilonu na światowej wystawie Expo 2010 w Szanghaju (2010)
- Nagroda Superbrands (wraz z Mariuszem Trelińskim) przyznana przez Culture.pl za wspieranie marki Polska za granicą (2015)
- Nagroda „Gwarancja Kultury” w kategorii muzyka poważna (wraz z Mariuszem Trelińskim) za triumfalny debiut na deskach Metropolitan Opera w Nowym Jorku (2015)
- Nagroda im. Cypriana Kamila Norwida w kategorii Sztuki plastyczne za scenografie do oper Powder Her Face i Salome (2016)
- Nagroda ZAiKS-u w dziedzinie sztuk wizualnych (2016)[29]